# Liste des monuments aux morts du 16e arrondissement de Paris

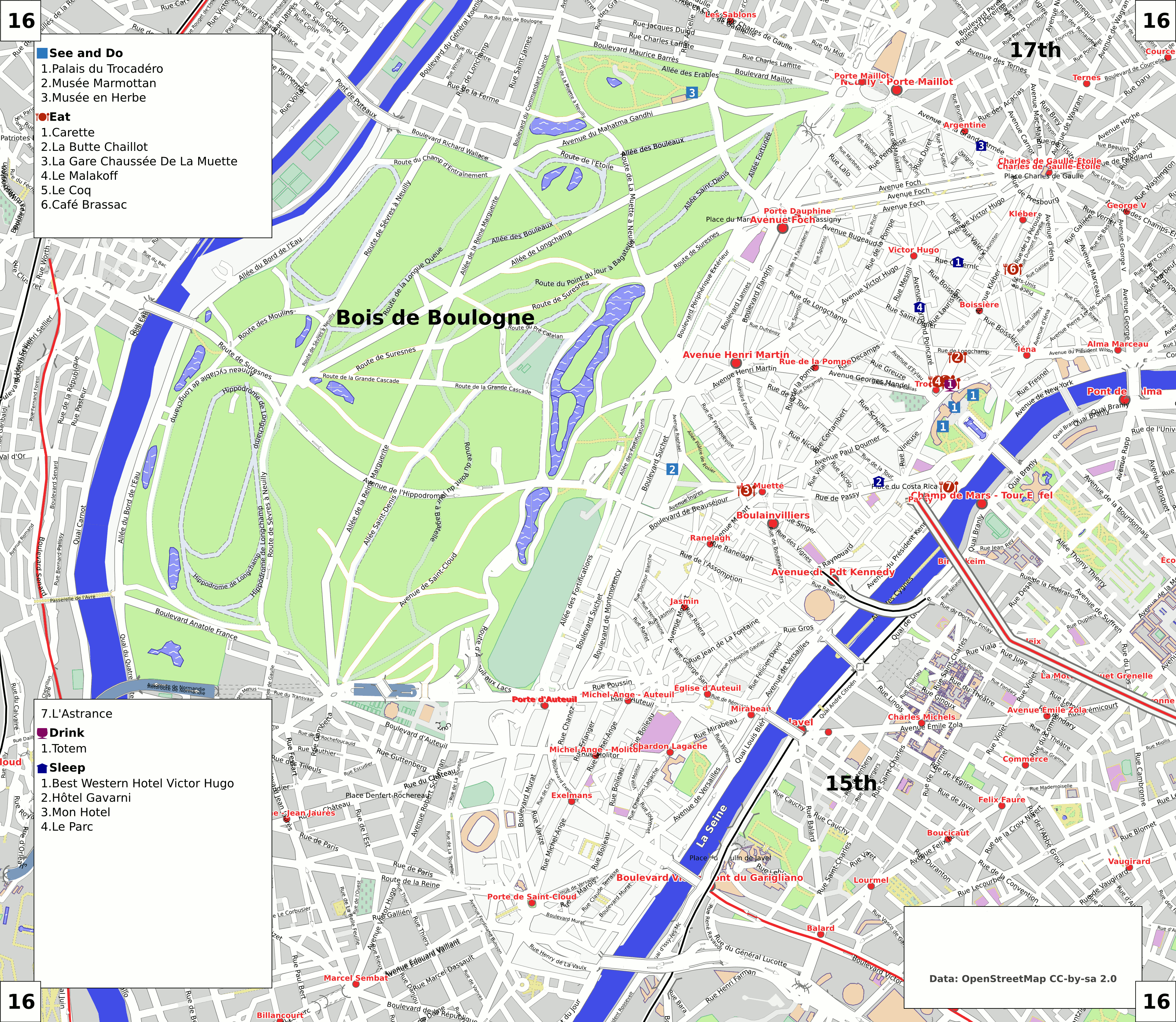
Plan du 16e arrondissement de Paris.

Cet article recense les monuments aux morts du 16e arrondissement de Paris, en France.

## Liste
- Monument aux Fusillés de la cascade du bois de Boulogne, Garofalo (bois de Boulogne)[1]
- Monument aux combattants polonais pour la défense et la libération de la France, André Greck (1978, place de Varsovie).